# Bělešovice
Bělešovice (německy Bieleschowitz) je malá vesnice, část obce Slepotice v okrese Pardubice. Nachází se asi 1,5 km na jihozápad od Slepotic. Bělešovice je také název katastrálního území o rozloze 1,4 km2.

## Historie
První písemná zmínka o obci pochází z roku 1415.
V letech 1850–1910 byla vesnice součástí obce Moravany, v letech 1921–1950 samostatnou obcí a od roku 1961 se stala součástí obce Slepotice.